# メルセデス・ベンツ・Cクラス
メルセデス・ベンツ・Cクラス (Mercedes-Benz C-Class) は、ドイツの自動車メーカーであるメルセデス・ベンツ・グループがメルセデス・ベンツブランドで展開している、Dセグメントの高級乗用車である。現在はセダンとステーションワゴンおよびオールテレインが用意されている。

## 概要
1993年、190シリーズ (W201) の後継車としてW202が登場し、Cシリーズの呼称が始まった。
当初は4ドアセダンのみであったが、1996年にステーションワゴン、2001年に2代目 (W203) の派生モデルである3ドアハッチバックのスポーツクーペ (Sport Coupé) が登場した。スポーツクーペは、3代目 (W204) 登場後の2008年に、約1,100箇所にも及ぶ大幅改良が行われ「CLCクラス」と改称された。しかし、2011年に行われた3代目 (W204) のフェイスリフトで2ドアクーペが登場し、3年弱で消滅した。2016年、歴代初のカブリオレが登場したが、5代目 (W206) へのモデルチェンジに伴い、クーペとともにCLEへ統合された。2021年には、Eクラスに次ぐ、オールテレインが登場した。
2008年、SUVの派生モデルとして、3代目 (W204) ベースのGLKクラス (X204) が登場したが、一代限りで消滅した。後継モデルとして2015年に登場した、4代目 (W205) ベースの初代GLC (X253) は、メルセデス・ベンツのベストセラーとなり、2020年と2021年にはCクラスを抑えて、ブランドで最も販売台数の多いモデルとなった。
モデル別販売台数は、Eクラス、Sクラスに次ぐ3位である。
最小回転半径は5.0 - 5.9 メートル (m) と、同社のCセグメントであるAクラスなどに匹敵する。
ドイツのジンデルフィンゲンとブレーメン工場ほか、インド、メキシコ、エジプト、インドネシア、ブラジル、タイ、マレーシアでも生産し、日本向けを含む多くの右ハンドル車や4気筒エンジンモデルは南アフリカ・イースト・ロンドンのダイムラー・クライスラー南アフリカ (DCSA) 工場で生産していたが、3代目 (W204) から一部が変更されている。一部車種を除き、日本国内で正規輸入・販売されている新車には、「メルセデス・ケア」と呼ばれる3年間の購入保証システムが付属する。
メルセデス・ベンツ向けチューニングメーカーとして、AMG、ブラバス、ロリンザー、カールソンなどがある。

## 初代（1993年 - 2000年）W202/S202

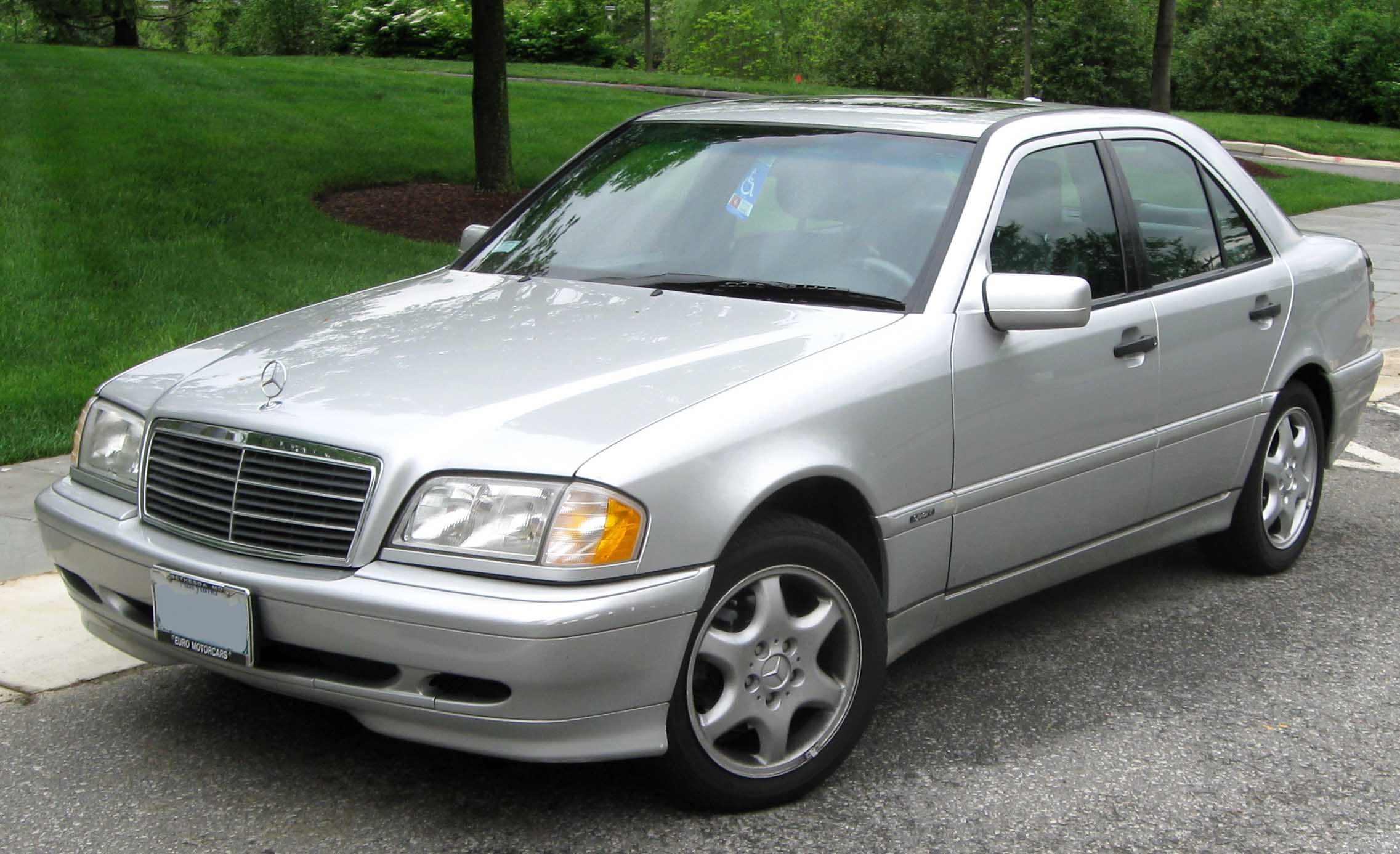
初代 W202（前期型）

1993年、セダンが登場。ステーションワゴンは、3年後の1996年に遅れて登場した。
デザインはオリビエ・ブーレイによるもので、上下に伸びた三角形のテールライトが特徴的である。190シリーズに比して、全長で70 ミリメートル (mm)、ホイールベースで20mm拡大し、後席の居住性が改善されている。欧州では「クラシック」「エレガンス」「エスプリ」「スポーツ」と4種のトリム（インテリアの内張り）が用意され、各グレードで任意に選択することができた。
日本国内には、セダンとステーションワゴンの両方が輸入された。AMGがチューニングしたモデルも追加導入された。
パワートレインは、4種類のガソリンエンジン（直列4気筒と6気筒、V型6気筒と8気筒）と、2種類のディーゼルエンジン（直列4気筒と5気筒）が用意された。最高出力は、2.0LのC200では、100 キロワット (kW) , 136 馬力 (PS) 、5.5LのAMG C55では、255kW, 347PSとなる。

## 2代目（2000年-2007年）W203/S203/CL203

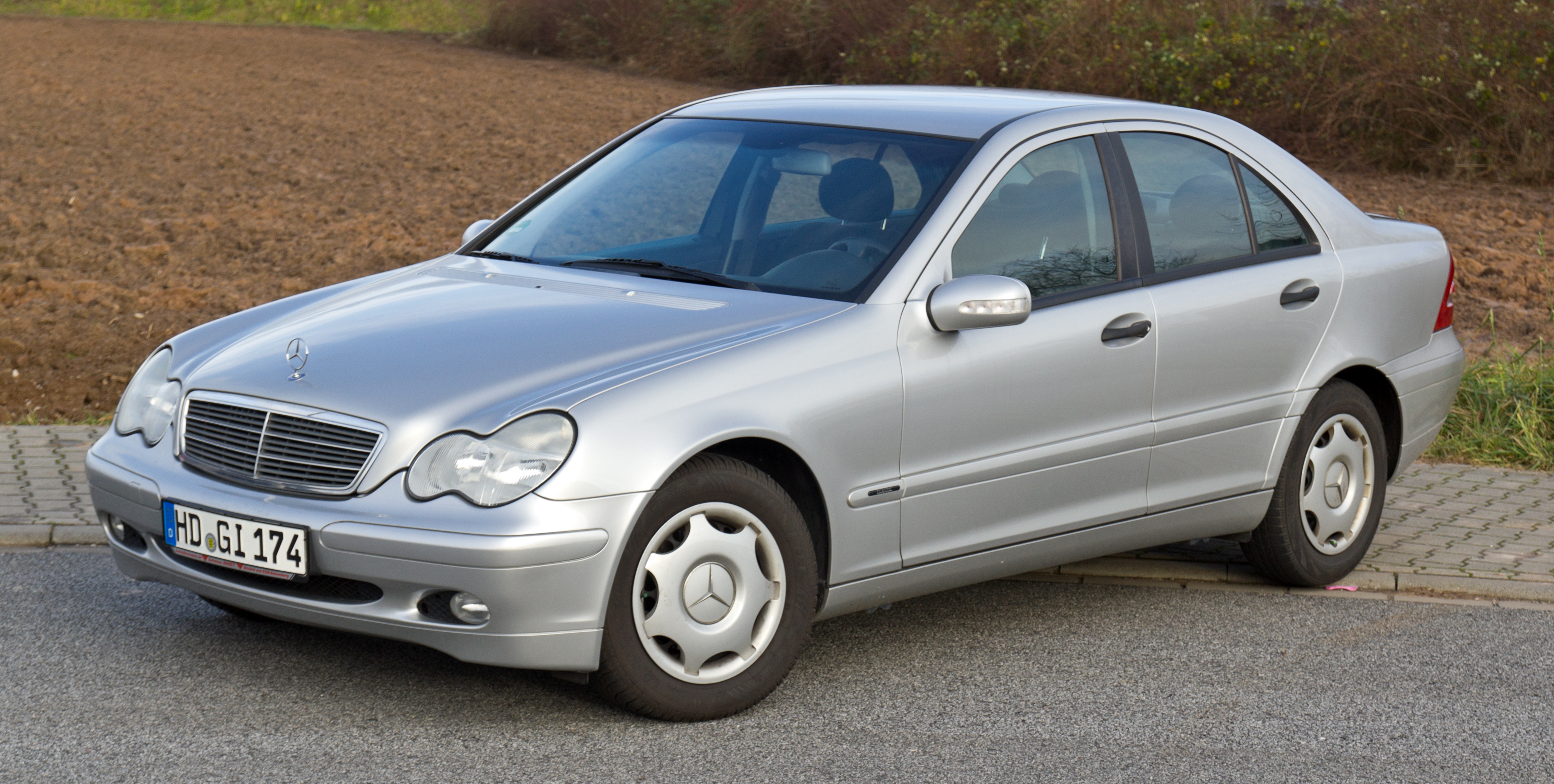
2代目 W203（前期型）

2000年、フルモデルチェンジ。日本国内では、同年9月に発売を開始した。
開発コンセプトである「ダイナミズム」と「エレガンス」を体現した、コンパクトでスポーティなデザインとなった。瓢箪形のヘッドライトが特徴的である。セダンとステーションワゴンのほか、BMW・3シリーズコンパクトに対抗するモデルとして、3ドアハッチバックのスポーツクーペもラインナップする。
日本仕様のトランスミッションは、Dレンジのセレクトレバーを左右してチェンジ可能なティップシフト付き5速ATを搭載する。最小回転半径5.0mを実現するステアリングは、ラック・アンド・ピニオン式を採用した。
メルセデス・ベンツの内装を特徴付けていた実用性の高さ（誰が乗っても戸惑わない確実さ）は大幅に下がり、構成部品も一部簡略化され、革の材質をはじめとする内装の質感も同様にコストダウンされた。なお、マイナーチェンジ後（後期型）では品質改善がなされている。
従来、メルセデス･ベンツのモデル名は数字の下2桁が排気量を示していたが、この世代から法則が途絶えている。

## 3代目（2007年-2014年）W204/S204/C204

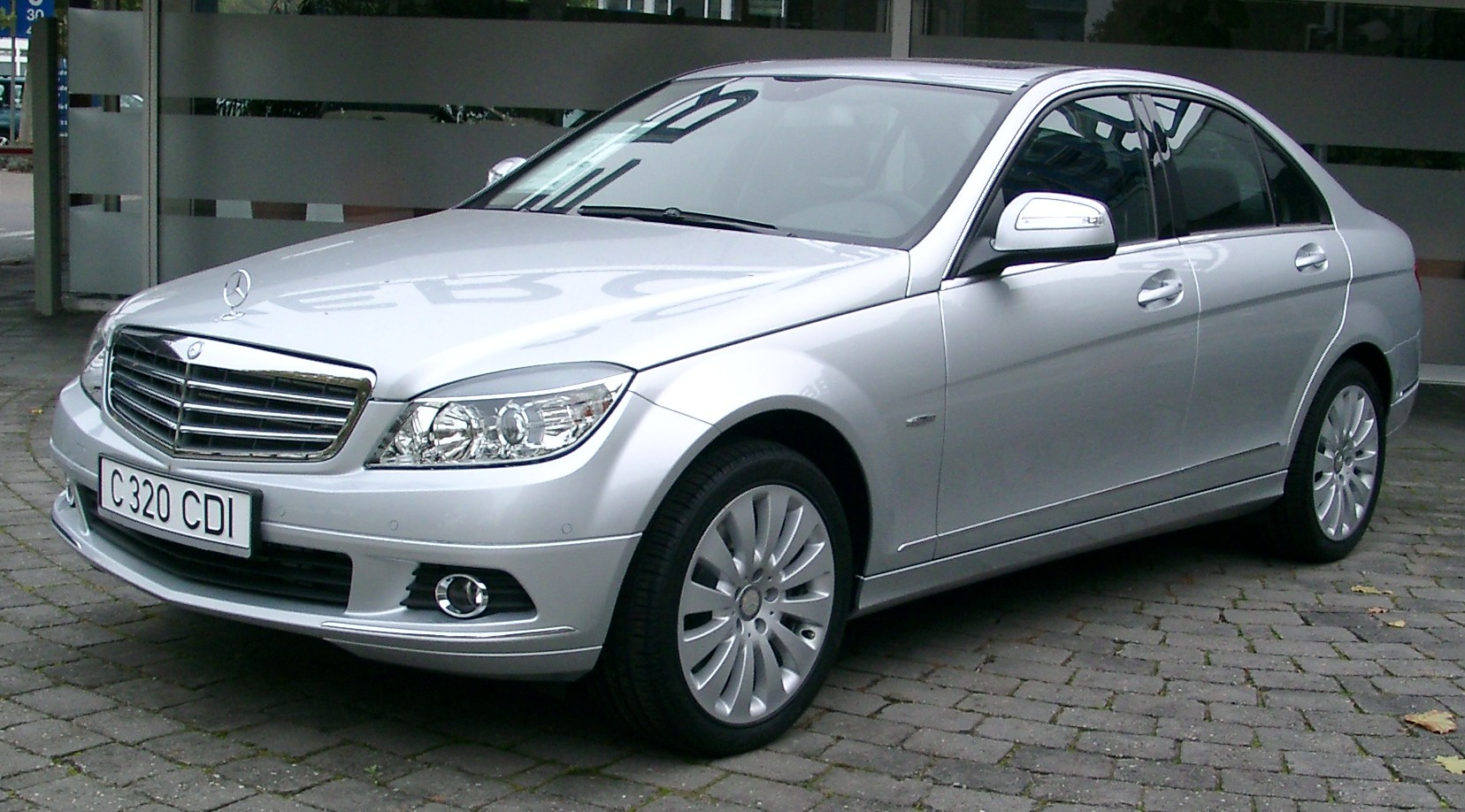
3代目 W204（前期型）

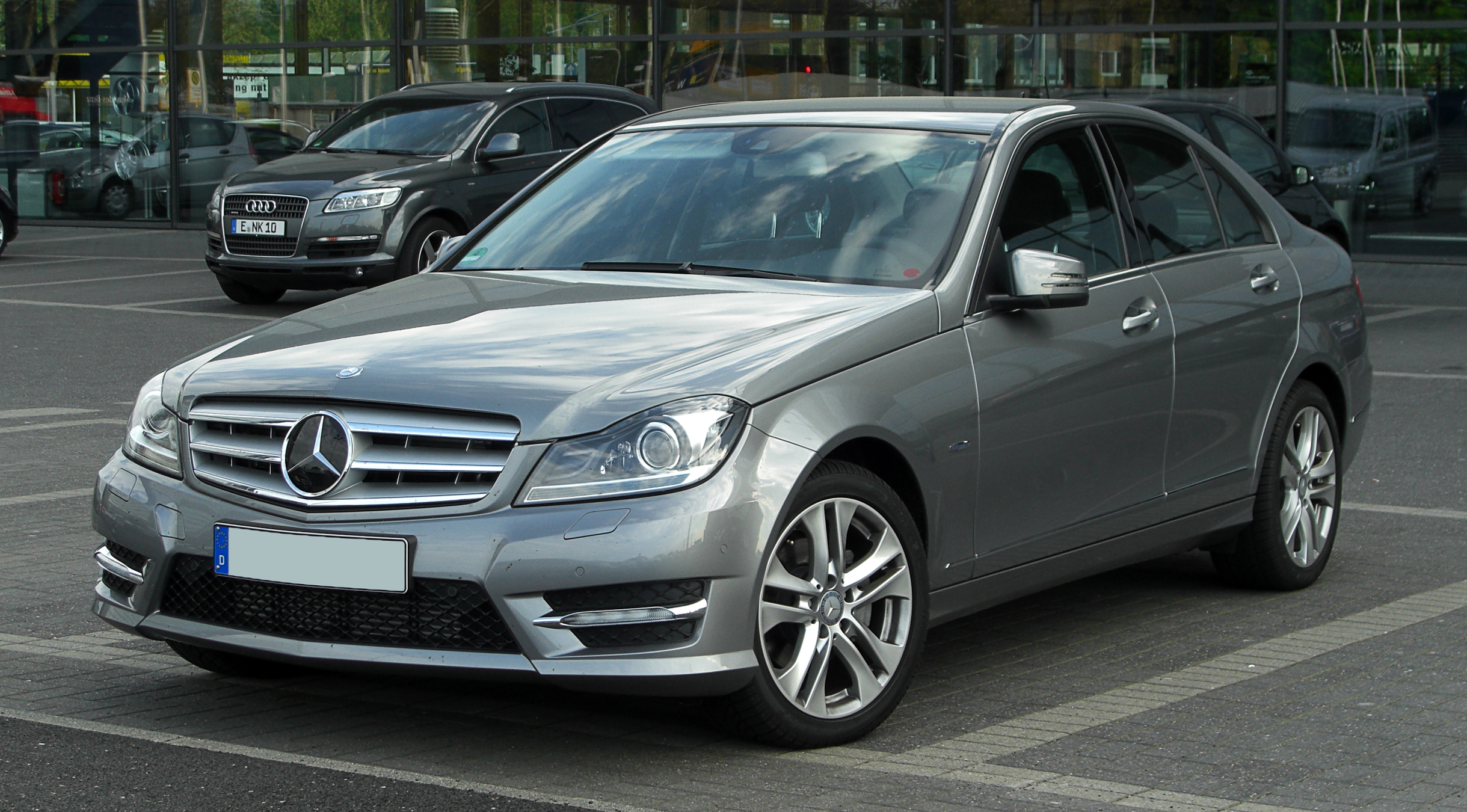
3代目 W204（後期型）

2007年1月18日、正式発表。欧州市場では、3月31日より発売が開始された。
南アフリカ工場は、従来のイギリス、オセアニア向けモデルに加えて、アメリカ向けモデルの製造が開始されたため、日本向けモデルはドイツ国内での製造となった。
外観は、ヘッドライトを始めとして、Sクラス（W221）に類似したデザインとなった。クラシックとエレガンスは従来通り、ボンネット上にメルセデス・ベンツのエンブレムである“スリーポインテッド・スター”のオーナメントを配している。一方、新たに追加されたアバンギャルドは、グリル中央に大型のスリーポインテッド・スターを配した「クーペ・グリル」を採用し、ボンネット上にはオーナメントの代わりとして、ローレル・リースのエンブレムが装着されている。
以降、本来“クーペ専用”と説明されていた「クーペ・グリル」は、クーペまたはアバンギャルドを表すアイコンとなっている。
2011年、マイナーチェンジし、後期モデルが登場した。内外装のリファインや装備の充実など、約2,000か所以上にもおよぶ大幅な変更を実施したほか、新たにクーペモデルが追加された。

## 4代目（2014年-2021年）W205/S205/C205/A205

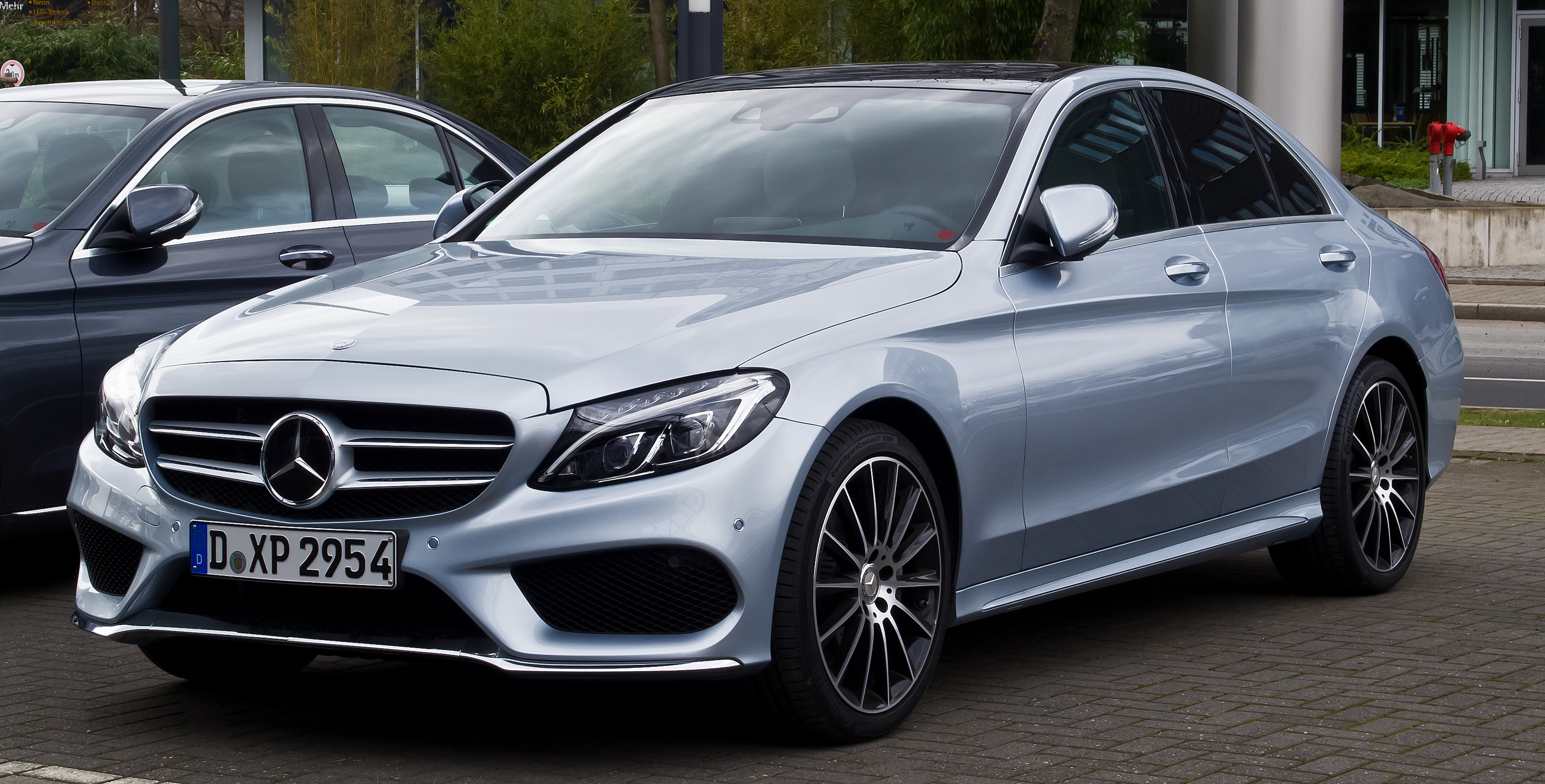
4代目 W205（前期型）

2014年7月11日、日本市場でセダンを発表。遅れて、ステーションワゴン、クーペとカブリオレが順次導入された。テーマは、アジリティとインテリジェンスで、キャッチコピーは前期モデルが「メルセデスの本気」、後期モデルが「メルセデスの自信」。
パワートレインは、従来から設定されている「BlueDIRECTターボエンジン」を積んだガソリンエンジンモデルに加え、新たに「BlueTECエンジン」を積んだディーゼルエンジンモデルや上記のガソリンエンジンに高出力モーターを組み合わせた、プラグインハイブリッドモデルも用意されている。
内外装とも、先代よりもさらに質感を高め、大幅なバリューアップを実現している。日本仕様の外装デザインは、先代モデルに続き「スタンダード」「アバンギャルド」「AMGライン」「Mercedes-AMG」の4種類。当初「エクスクルーシブ」は日本仕様に設定がなかったが、のちに特別仕様車としてセダンのみ台数限定で販売された。
内装のデザインは、上位のSクラス (W222) やEクラス (W213) と共通項が多い。全体の質感はセグメントを卓越した完成度で、クラス初となるエアサスペンション『AIRMATICアジリティパッケージ』を設定した。ボディは先代よりもアルミニウムを多用し、約50 パーセント (％) 使用した。エンジンを改良して燃費性能を最大で30％向上させた。
メルセデス・ベンツが得意とする、安全運転支援システムもSクラス (W222) 譲りのものにバージョンアップ。2つのステレオカメラと6つのレーダーで周囲の状況を把握し、運転を支援する。『アクティブブレーキアシスト（歩行者/飛び出し検知機能付）[旧:PRE-SAFE®︎ブレーキ（歩行者検知機能付）]』や進化した『ディスタンスパイロット・ディストロニック&ステアリングパイロット[旧:ディストロニック・プラス（ステアリングアシスト付）]』などを搭載した「レーダーセーフティパッケージ」を全グレードに設定した。
ステーションワゴンでは、グレード選択を容易にして納期を短縮するため、オプションパッケージを廃止した。セダンではオプション装備となるAMGラインや本革シートなどが個別にグレード化（スポーツ、本革仕様）されたことで、ステーションワゴンのラインアップは、セダンのそれよりも多くなっている。（前期モデルのみ）。
2018年、マイナーチェンジし、後期モデルが登場した。車体のおよそ半分に相当する6,500点の部品を刷新し、「Cクラス史上もっとも大規模なフェイスリフト」と謳われている。

## 5代目（2021年- ）W206/S206

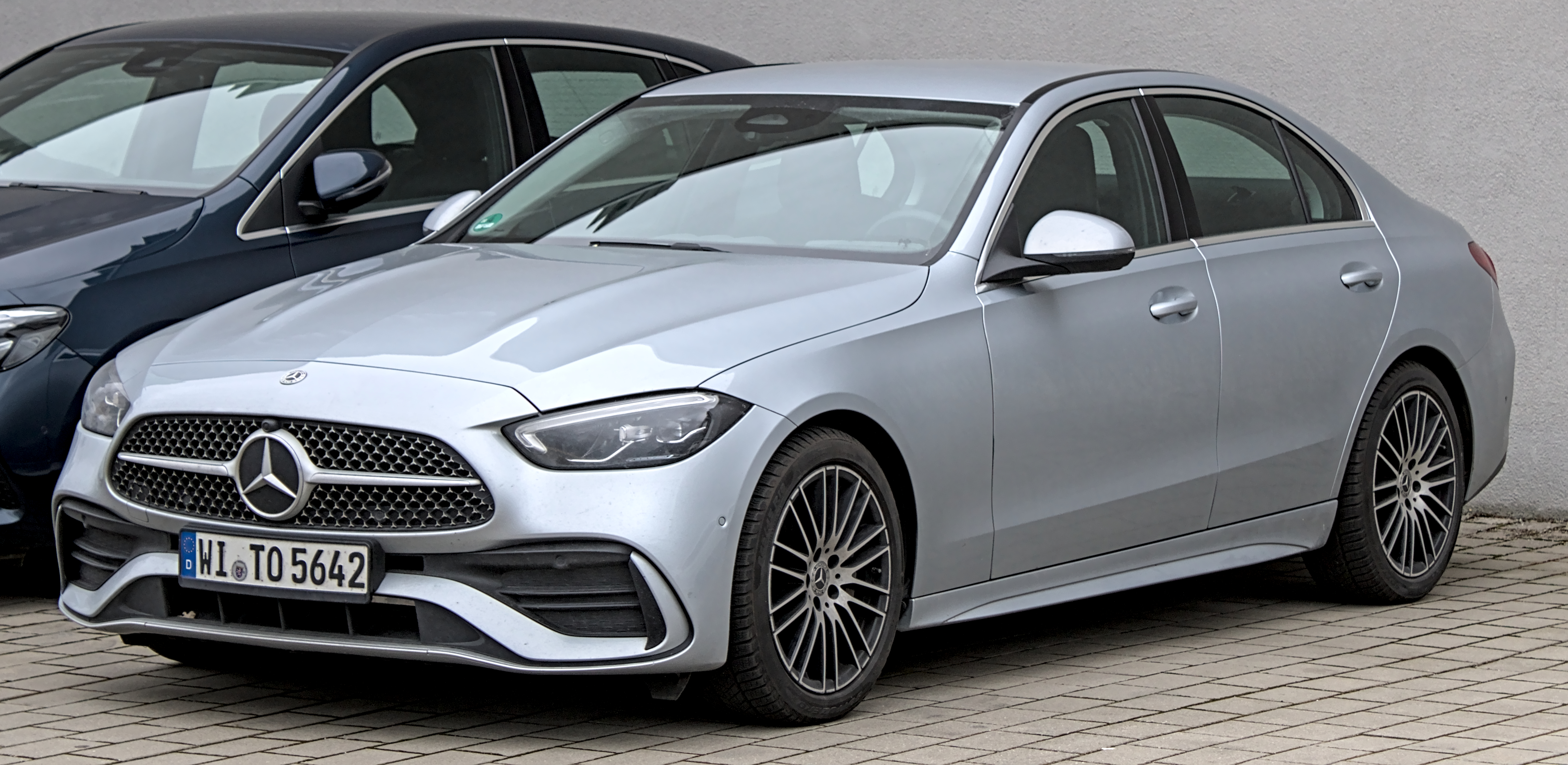
5代目 W206

2021年2月23日、欧州でオンラインによるワールドプレミアを実施し、6月29日に日本市場でセダンとステーションワゴンを同時発表した。2022年にオールテレインも導入された。キャッチコピーは、「すべての想像を超えていく」。
ホイールベースは、従来より25mm、後席レッグルームは21mmそれぞれ伸長し、後席ヘッドルームが13mm拡張されて後席の居住性が向上している。
搭載されるパワートレインは、全て4気筒のモジュラーエンジンと、9速ATに統一され、V6/V8エンジンや、本国向けに設定のあったMT仕様は廃止された。さらに、ボンネットマスコットを備える「エクスクルーシブ」についても、中国市場のロングボディを除いて廃止となった。
日本で販売されるDセグメント乗用車として、初のAR（Augmented Reality＝拡張現実）ナビゲーションを装備し、Sクラス (W223) 譲りの最新技術を多数採用している。先代で初採用のエアサスペンションは廃止された一方で、後輪操舵システム「リア・アクスルステアリング」を新たに設定し、良好な取り回しと優れたハンドリングを実現する。
日本仕様は、マイルドハイブリッドシステムの一種であるBSG/ISGや、プラグインハイブリッドを導入して全モデルを電動化し、C200/350eは、204PS・300Nmの高出力・高トルクを発生する1.5/2.0L 直4ターボエンジン（M254/254M20型）が、C220dは、200PS・440Nmを発生する2.0L 直4ディーゼルターボエンジン（OM654M型）が、Mercedes-AMG C 43/63 S Eは、メルセデスAMG製の2.0L直4ターボエンジン（M139型）がそれぞれ搭載される。